# Joe Hargrave
Pour les articles homonymes, voir Hargrave.
Joe Hargrave est un homme politique provincial canadien de la Saskatchewan. Il représente la circonscription de Prince Albert Carlton à titre de député du Parti saskatchewanais depuis 2016. Il est par la suite nommé ministre de la Voirie de la Saskatchewan. Le 4 janvier 2021, il annonce sa démission de ce poste à la suite d'un voyage d'agrément hors du pays pendant la pandémie de Covid-19 au Canada.

## Biographie
Nommé lors d'une convention houleuse au Prince Albert Exhibition Centre, il base sa candidature sur des thèmes économiques et sur l'accès aux soins de santé et aux services publics.
Élu en 2016, il entre au cabinet à titre de ministre de la Corporations des investissements de la Couronne et ministre responsable de la Compagnie de transport de la Saskatchewan.
À la fin décembre 2020, il présente ses excuses pour avoir voyagé hors du pays, ayant ainsi refusé de suivre les consignes sanitaires des gouvernements fédéral et de la Saskatchewan. Le 4 janvier 2021, devant la pression populaire, il annonce sa démission du poste de ministre de la Voirie de la Saskatchewan.